# ڧ
Le qāf point suscrit ‹ ڧ › est une lettre de l'alphabet arabe utilisée dans l’écriture de certaines variantes de l’arabe. Elle est composée d’un qāf avec un seul point suscrit au lieu de deux.

## Utilisation
Dans certains styles de l’arabe maghrébin, ‹ ڧ › représente une consonne occlusive uvulaire sourde [q], comme ‹ ق › de l’arabe standard moderne. La fāʾ point souscrit ‹ ڢ › est utilisé au lieu du fāʾ point suscrit ‹ ف › dans ces styles.
En mandingue écrit avec l’alphabet arabe, ‹ ڧ › représente une consonne occlusive vélaire sourde [k] dans certains mots d’emprunt.